# 데니 태극기
데니 태극기는 서울특별시 용산구 국립중앙박물관에 있는 대한제국 시대의 태극기이다. 2008년 8월 12일 대한민국의 국가등록문화재 제382호로 지정되었고, 2021년 10월 25일 대한민국의 보물 제 2140호로 승격되었다.

## 특징
구한말 고종의 외교 고문으로 활동한 미국의 외교관인 오웬 니커슨 데니(Owen Nickerson Denny, 1838년 ~ 1900년)에게 하사한 것으로, 데니가 1891년 1월에 본국으로 돌아가면서 가지고 간 것을 1981년에 그의 후손이 대한민국에 기증한 것이다. 데니는 원래 조선이 외국과의 불평등한 통상 조약을 맺지 않도록 하는 한편 1888년에 조선이 국제법에 따른 독립 국가임을 밝혔다가 청나라의 반발을 사서 조선을 떠나게 된다. 학계에서는 이 태극기가 데니의 유품 중에서 발견되었기 때문에, 그가 조선에 마지막으로 머문 해인 1890년을 제작의 하한연대로 보고 있다.
세로 182.5cm, 가로 262㎝로 현재 우리나라에 있는 옛 태극기 가운데 규모가 가장 클 뿐 아니라 대한민국에서 보존하고 있는 태극기 중 가장 오래된 태극기로 국기 제정의 초창기 역사를 보여준다.
대한민국은 국가를 상징하는 국기를 처음 만들어 사용한 시기는 1882년 9월이었고 1883년 3월 6일 고종은 전국에 사용토록 공식적으로 선포하였다. 19세기 말 한국의 국기가 반포된 이래 그 모습을 그리거나 기록한 자료들은 일부 남아 있지만 실물은 존재하지 않는다는 점에서, ‘데니 태극기’는 우리나라 국기 변천사를 연구하는데 매우 귀중한 자료가 된다.
제작기법 측면에서도 근대문물이 밀려오던 19세기 말 정세가 반영되었다는 점이 주목된다. 이는 즉, 당시 서양 국기를 제작하는 방법을 참조한 것으로, 전통적인 손바느질이 아닌 상하 90cm 정도 크기의 넓은 폭의 면직물을 바탕재료로 하여 재봉틀을 사용해 박음질했다는 점, 청색ㆍ홍색 태극과 청색의 4괘(四卦)를 부착하는 데 있어 바탕천을 오려내고 두 줄로 박음질해 멀리서도 문양이 또렷하게 보이도록 시각적 효과를 꾀한 점 등 초창기 국기 제작법을 적용해 매우 정교하고 정성껏 만들었음을 알 수 있다.
아울러 깃대 속에 머리카락 또는 동물의 털 뭉치를 채워 넣은 사실이 과학조사 결과 밝혀졌는데, 이는 심을 튼튼하게 만들어 관공서 등에서 게양했을 때 세로로 단단히 버틸 수 있도록 착안한 방식으로 여겨진다.
이처럼 국기를 제정해 독립국임을 세계에 알리고자 했던 대한제국 외교적 노력을 증명하는 유물이자, 일제강점기 독립을 향한 열망의 상징이 된 태극기의 기원을 보여준다는 점, 조선의 자주독립을 지지한 미국인 외교관 가문이 90여년 넘게 간직해 오다 우리 정부에 기증함으로써 진정한 호혜의 상징이 되었다는 점, 대한민국 국내에 현존하는 가장 오래되고 큰 태극기라는 점 등 역사적 의의가 매우 높아 대한민국 보물로 지정이 고려된다. 2021년 8월 12일에는 문화재청이 문화재위원회 동산분과 회의를 통해 데니 태극기를 김구 서명문 태극기와 함께 보물로 지정 예고했다.

## 갤러리

디지털로 재현한 데니 태극기

## 같이 보기
- 태극기
- 한국의 기 목록

## 참고 자료
- 데니 태극기 - 국가유산청 국가유산포털
- 이 문서에는 문화재청에서 공공누리 제1유형으로 배포된 자료를 바탕으로 한 내용이 포함되어 있습니다.